# デマデス
デマデス（古代ギリシア語: Δημάδης, Dēmadēs, 紀元前380年ころ - 紀元前318年）は、アテナイの雄弁家、民衆指導者（デマゴーグ）。

## 背景と生い立ち
古代パイアニア (Paiania) の貧しい一家に生まれ、一時は船員として働いていたが、巧みな弁舌と狡猾な性格によって、アテナイで高い地位に昇った。マケドニア王ピリッポス2世がオリュントス (Olynthus) に対して行なった戦争で王を支持し、このために、それまで支持していたデモステネスと対立し、生涯にわたる苦々しい憎悪の念をもつに至った。

## マケドニア王国との関係
カイロネイアの戦いにおいて、デマデスはマケドニア王国と戦い、捕虜になった。ピリッポス2世に好印象を与えたデマデスは、仲間の捕虜たちとともに解放され、マケドニア王国とアテナイの間に和平条約をもたらすべく働いた。
デマデスは王子アレクサンドロス（後の「大王」）にも気に入られており、賄賂を受け取ったこともあって、アレクサンドロスの復讐の的になりかけたデモステネスら嫌われ者の雄弁家たちの命を救った。テーバイを破壊したアレクサンドロスが、アテナイを寛大に扱ったのは、もっぱらデマデスの功績だった。
デマデスはマケドニア王国を支持して活動していたが、対立する陣営からも提供される賄賂を受け取っており、このために重い罰金を課されることも一度ならずあり、遂には市民権を剥奪された。紀元前322年、（マケドニアの将軍）アンティパトロスの軍勢が迫ると、デマデスは復権し、アンティパトロスのもとへ（アテナイからの）大使として送られた。出立前に、デマデスは市民たちを説得して（反マケドニアを主張していた）デモステネス一党に死刑判決を出させ、デモステネスたちはアテナイから逃亡した。デマデスが大使となった結果、講和はアテナイにとって非常に不利な内容で結ばれた。
紀元前318年（あるいはそれより前）、アテナイから別の使命を与えられてマケドニアに赴いていたとき、アンティパトロスのライバルだったペルディッカスと陰謀を謀っていたことが露見し、デマデスはペラでアンティパトロスから死刑に処された。デマデスは強欲で狡猾な人物であったが、才能も実績もある優れた雄弁家であった。アッリアノスによれば、デマデスはアンティパトロスの息子カッサンドロスによって、抱いていた息子を惨殺された後、自身も殺されたという。カッサンドロスは、デマデスがペルディッカスへの手紙でアンティパトロスを中傷していた、として自らの行為を正当化した。

## 伝説
デマデスは即興の名手であったといわれている。彼の著作がまったくといってよいほど残されておらず、断片ばかりが残されている理由のひとつとして、いかにもありそうなことである。
彼の名が付けられた、自らの行いを自己弁護する演説の断片は、カール・オトフリート・ミューラー (Karl Otfried Müller) の著作『Oratores Attici』 (ii. 438) に見られるが、この真偽は、かなり疑わしい。
「ドラコン (立法者)の法は血で書かれる (Draco's laws were written with blood, not with ink)」ということわざは、デマデスによるとされている。
国家が祝祭などでバラまく金銭を「民主主義のセメント」と呼んだのも、デマデスによるものとされている。